# Juliusburg (lovecký zámek)
Lovecký zámek Juliusburg stával na blíže neznámém místě v lesích vojenského újezdu Březina, pravděpodobně v okolí Rychtářova.

## Historie
O historii tohoto loveckého zámečku nemáme dostatek informací. Založen byl pravděpodobně ve stejné době jako nedaleké zámky Troyerstein a Ferdinandsko a také jeho zakladatelem byl kardinál Ferdinand Julius Troyer z Troyersteinu. Další podrobnosti nejsou známy. Zámek není zachycen na mapách josefského katastru z let 1764-1768 a 1780-1783 a není zachycen ani na dalších mapách. Podle dochované lidové tradice měl stávat kdesi u Odrůvek či Rychtářova a krátce po kardinálově smrti jej měl zničit požár.
Stejně jako chybí jakékoliv záznamy o existenci zámku v historických pramenech, nezabývala se dosud jeho existencí ani odborná literatura. V roce 1938 vyšla publikace Paměti obce Rychtářova od F. Sochora, která přináší jediné bližší informace k zámečku. Podle této knihy se mělo jednat o dřevěnou stavbu na kamenné podezdívce, která stávala kdesi v odrůvském revíru mezi Rychtářovem a Ferdinandskem, obklopená rozlehlou oborou. Již v této době z něho měly zbývat pouze nepatrné zbytky zdí. Tyto informace později převzali i další historici, např. v roce 2003 F. Musil a J. Plaček v publikaci Zaniklé hrady, zámky a tvrze Moravy a Slezska. Problém ovšem je, že v seznamu archeologických lokalit zaznamenaných v územním plánu VÚ Březina není tato lokalita vůbec zanesena.

## Lokalizace
Lokalizace tohoto loveckého zámečku velmi obtížná. Někdy bývají za jeho zbytky uváděny základy blíže neznámé stavby u Nových Sadů. Z historických záznamů však víme, že tato část polesí náležela k velkostatku v Plumlově, jejichž majiteli byli Lichtenštejnové. Proto můžeme toto místo zavrhnout. Bližší podrobnosti by mohl přinést výzkum Mojmíra Režného a jeho předchůdce MUDr. Ervína Černého-Křetínského, DrSc., odborníka na zaniklé středověké osady a jejich plužiny na Drahanské vrchovině. Jejich materiály jej umisťují na dnes nevýraznou plošinu nad soutokem dvojice potoků v odrůveckém polesí. Dnes je toto místo zcela zarostlé. V minulosti tudy ovšem směřovaly zástupy poutníků na
mariánské poutě do Křtin. Na místě se dochovaly pouze terénní nerovnosti se zbytky cihel. Zda se skutečně jedná o místo, kde stával zámeček Juliusburg, nebo je nutné jej hledat jinde, ukáže až případný archeologický průzkum.